# 以色列列王街

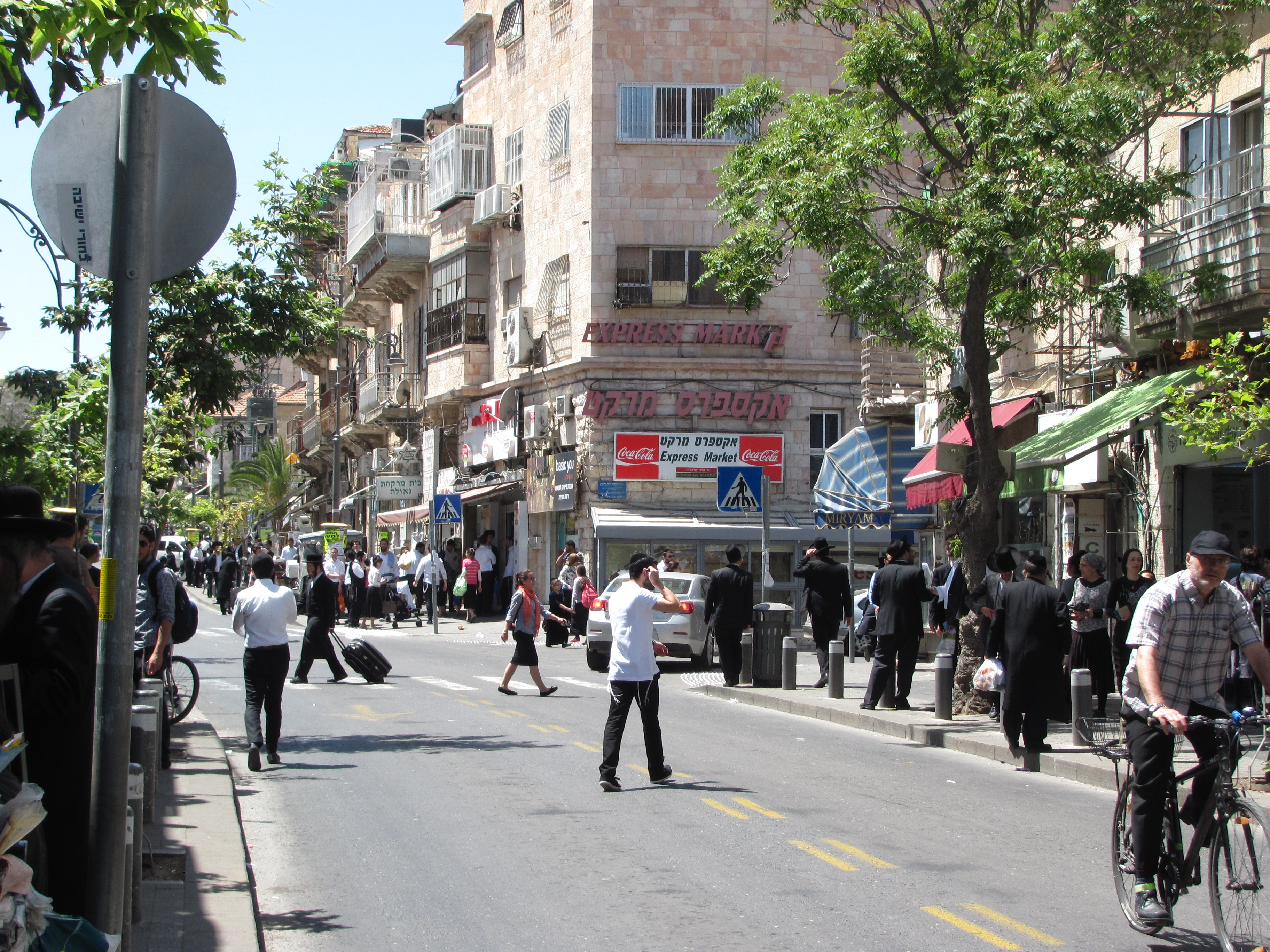
以色列列王街

以色列列王街（希伯來語：‎，羅馬化：Rechov Malkhei Yisrael）是耶路撒冷中北部格烏拉社区的一条东西走向的街道。
以色列列王街的东端与百倍之地街交汇的安息日广场，是耶路撒冷北部的哈雷迪犹太居民主要购物区的心脏，两旁林立数十家小型商店，其中所有食品店出售各种符合教规的犹太食物，拥有巨大的客流量，每平方米租金等于或大于以色列大商场的商业空间，被称为“极端正统派的牛津街”。这条街在周四晚，夏天的夜晚和犹太节日前夕特别拥挤。平日的喧闹在周五下午安息日来临时戛然而止。
这条街的其余部分，包括历史悠久的施内勒尔大院，以及许多哈雷迪和哈西德派的犹太学院、女子学校和犹太会堂。施内勒尔大院位于以色列列王街中段，长长的石墙后面。1855年，路德宗传教士约翰·路德维希·施内勒尔购买这块土地。1860年，黎巴嫩发生德鲁兹人屠杀数千名马龙派基督徒的事件，施内勒尔救出9名基督徒男孩，在他的地产上建立了施内勒尔孤儿院。 到1896年施内勒尔逝世的时候，孤儿院已有1500名儿童。 到1903年已发展到八座建筑物，包括孤儿院，盲人学校和青年人的作坊。两次世界大战期间，大院分别被土耳其军队和英国军队占用为军营，  第一次中东战争之后，它被用作以色列国防军基地达60年之久。2008年军事基地搬迁。2011年，以色列土地管理局批准218套豪华公寓的物业发展计划，同时保留八座原孤儿院建筑。
以色列列王是指以色列的三个国王，扫罗、大卫和所罗门。

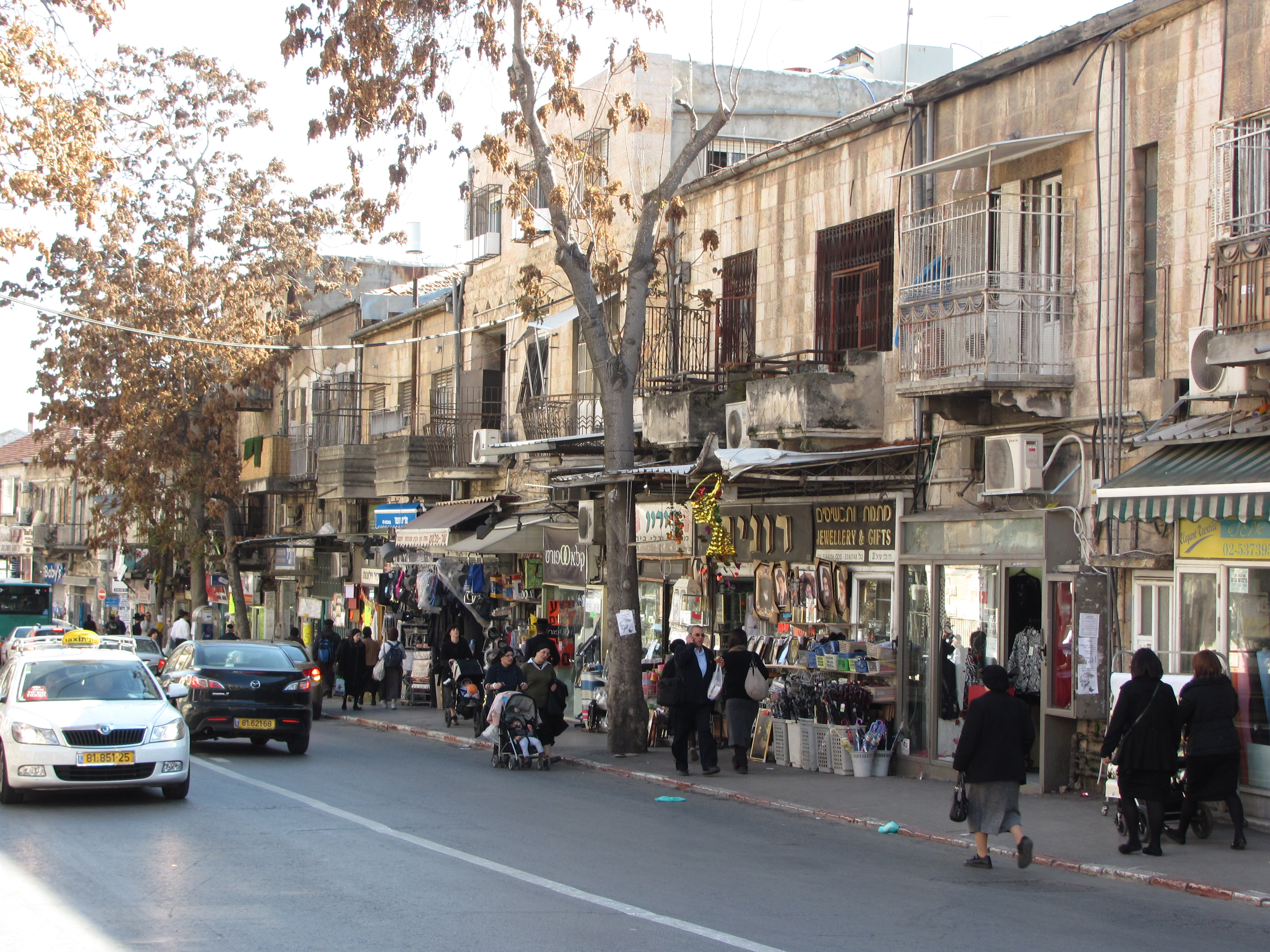

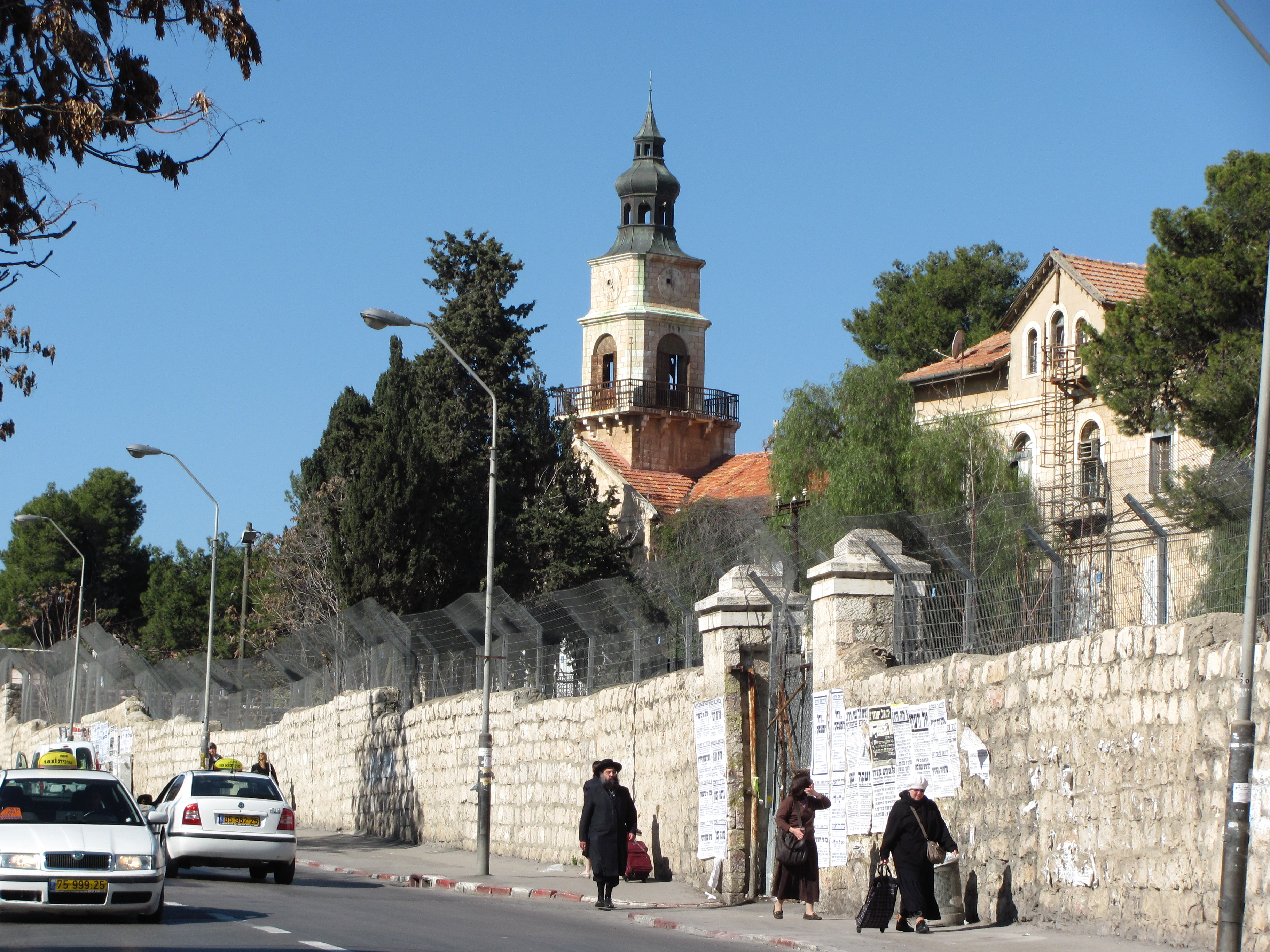
施内勒尔大院